# Parapsyche angularia
Parapsyche angularia är en nattsländeart som beskrevs av Wolfram Mey 1996. Parapsyche angularia ingår i släktet Parapsyche och familjen ryssjenattsländor. Inga underarter finns listade i Catalogue of Life.